# Армения на летних Олимпийских играх 1996
В 1996 году в Атланте команда Армении дебютировала на Летних Олимпийских играх. До этого армянские спортсмены в 1952—1988 годах представляли СССР, а в 1992 году — Объединённую команду.
Команду представляли 32 спортсмена — 30 мужчин и 2 женщины. Команда завоевала две медали — золотую (Армен Назарян, греко-римская борьба (до 52 кг.)) и серебряную (Армен Мкртчян, вольная борьба (до 48 кг.)).

## Состав и результаты олимпийской сборной Армении

### Бокс
| Соревнование   | Спортсмены                      | 1-й раунд                          | 2-й раунд                      | Четвертьфинал        | Полуфинал            | Финал                | Место |
| Соревнование   | Спортсмены                      | Соперник Результат                 | Соперник Результат             | Соперник Результат   | Соперник Результат   | Соперник Результат   | Место |
| -------------- | ------------------------------- | ---------------------------------- | ------------------------------ | -------------------- | -------------------- | -------------------- | ----- |
| до 48 кг       | Ншан Мунчян                     |                                    | Даниель Петров (BUL) пор. 5-11 | Завершил выступление | Завершил выступление | Завершил выступление |       |
| до 51 кг       | Лерник Папян                    | Казумаса Цуджимото (JPN) поб. 10-5 | Маикро Ромеро (CUB) пор. 6-22  | Завершил выступление | Завершил выступление | Завершил выступление |       |
| до 57 кг       |                                 |                                    |                                |                      |                      |                      |       |
| Артур Геворкян | Элвис Конамегуй (CMR) поб. 10-3 | Флойд Мэйуэзер (USA) пор. 3-16     | Завершил выступление           | Завершил выступление | Завершил выступление |                      |       |
| до 60 кг       |                                 |                                    |                                |                      |                      |                      |       |
| Мехак Казарян  |                                 | Майкл Стрендж (CAN) пор. 4-16      | Завершил выступление           | Завершил выступление | Завершил выступление |                      |       |